# 濁大計畫
臺灣省濁水溪與大肚溪流域自然史與文化史科技研究計畫，簡稱濁大計畫，主要目的是對臺灣的濁水溪、大肚溪流域進行古今的人地關係研究，調查兩溪流域在清領初期台灣的開發狀況，結合各學科，包括民族學、考古學、地質學、地理學、植物學、動物學、土壤學，研究環境與史前人類生活的關係，探討人類文化與環境如何互相糾纏。此計畫為臺灣中部地區文化史提供重要的資料，也改變臺灣考古學的發展方向。

## 計畫緣起
濁大計畫由時任美國耶魯大學人類學系系主任暨中研院史語所兼任研究員張光直任計畫主持人，中央研究院歷史語言研究所、國立臺灣大學和耶魯大學組成科際研究團體，由行政院國家科學委員會、美國國家科學基金和哈佛燕京學社資助。
自1972年七月起正式開始，至1976年結束，本計畫共分兩期，各進行一年。第一年進行通盤性歷史調查，第二年針對彰化平原漢人農村、埔里盆地漢番關係、宗族發展等作深入實地訪查:1-10。這個計畫重要的意義在於將科技合作和生態研究的概念帶進了臺灣考古學，使得台灣的考古有更進一步的發展。

## 過程

### 目標與成果
主要目標為：一、調查當地過去到現在的自然環境變化，還原古代生態系統及其變遷；二、認識過去的文化歷史，理解各文化對自然資源的利用方式，以及在生態系統中扮演的角色。透過達成這兩項目標，以推測並重建東南亞地區史前的生態系統。
計畫也帶入科技合作和生態研究，期望促進跨科際合作。此計畫民族學方面發表成果可分成兩類：探討以輪耕休田農業為生業基礎的經濟變遷，與討論水田農耕以後的社會文化。目前人類學方面無法做到全面性的研究，未來期望結合歷史文獻，盡力建立社會文化模式的整體性:1-10。

### 檢討
王崧興認為，濁大計畫的民族學研究是強調文化史的發展，但未有效利用史學二手文獻資料，導致田野調查事倍功半。另濁大計畫希望政府在做區域規劃時能依照地區的歷史背景脈絡，利用傳統社會關係，如祭祀圈，進行區域發展計畫，但現今祭祀圈已大致失去完整性，未來也會逐漸消失，因此沒必要維持傳統社會單位:1-10。

### 對臺灣考古學界的影響
70年代之後，受到「濁大計畫」的影響，引進了新一輩的考古學者投入臺灣考古的工作，考古學在臺灣的研究方向遂漸由中國轉變為臺灣。張光直當時除主持濁大計畫，之後還推動「臺灣史田野研究計畫」。濁大計劃成了臺灣人文社會科學界影響最大的集體研究計劃。此一計劃不僅影響人類學研究，也帶動往後臺灣史研究新的契機:63-69。

## 外部連結
- 中央研究院歷史語言研究所91年度計畫書 實施方式－【分支一】考古發掘遺物、照片、記錄與檔案 （页面存档备份，存于）

## 附註
1. 1 2  國立臺灣史前文化博物館. . 考古學習網.   [2023/7/26]. （原始内容存档于2023-07-26）.
2. 1 2 3  王崧興. . 中央研究院民族學研究所. 1973  [2023-07-26]. （原始内容存档于2023-07-26）.
3. ↑  宋和. . 華藝線上圖書館. 1972-10-01  [2023-07-26]. （原始内容存档于2023-07-26） –人類與文化 ； 1期， P42 - 43.
4. ↑  王崧興. . 華藝線上圖書館. 1975-07-01  [2023-07-26]. （原始内容存档于2023-07-26） –人類與文化 ； 6期， P56 - 58.
5. ↑  張隆志.  (PDF). 臺史所台灣史田野研究通訊. 1992  [2023-7-26]. （原始内容存档 (PDF)于2023-07-26） –台灣史田野研究通訊.